# ПАК біля с. Сонячногірське та с. Малорічненське
Прибережний аквальний комплекс біля с. Сонячногірське та с. Малорічненське — гідрологічна пам'ятка природи місцевого значення, розташована між селами Сонячногірське та Малоріченське Алуштинської міської ради АР Крим. Створена відповідно до Постанови ВР АРК № 97 від 22 грудня 1972 року.

## Загальні відомості
Землекористувачем пам'ятки є Малоріченська сільська рада, розташована між селами Сонячногірське та Малоріченське.
Площа пам'ятки природи 60 гектарів.
Охоронна зона пам'ятки природи «Прибережний аквальний комплекс біля с. Сонячногірське та с. Малорічненське» встановлена з метою захисту особливо охоронюваної природної території від несприятливих антропогенних впливів.